# Final da Taça dos Clubes Campeões Europeus de 1985–86
A Final da Taça dos Clubes Campeões Europeus de 1985–86 foi uma partida de futebol realizada no Estádio Ramón Sánchez Pizjuán, em Sevilha, em 7 de Maio de 1986, onde o Steaua Bucareste da Romênia derrotou o Barcelona da Espanha numa disputa por penáltis após 120 minutos de jogo que não separou os dois lados. O Barcelona teve todos os seus penáltis defendidos pelo guarda-redes do Steaua, Helmuth Ducadam, que foi mais tarde apelidado de "O Herói de Sevilha". Foi a primeira final da Taça dos Clubes Campeões Europeus a terminar sem golos e continua sendo a única vitória do Steaua na Taça dos Clubes Campeões Europeus, e a primeira de apenas duas conquistadas por um Clube do Leste Europeu.

## Caminho para a final
| Steaua Bucareste | Steaua Bucareste | Steaua Bucareste | Steaua Bucareste | Fase             | Barcelona       | Barcelona    | Barcelona | Barcelona |
| ---------------- | ---------------- | ---------------- | ---------------- | ---------------- | --------------- | ------------ | --------- | --------- |
| Oponente         | Total            | 1º jogo          | 2º jogo          |                  | Oponente        | Total        | 1º jogo   | 2º jogo   |
| Vejle Boldklub   | 5–2              | 1–1 (F)          | 4–1 (C)          | Primeira fase    | Sparta de Praga | 2–2 (f)      | 2–1 (F)   | 0–1 (C)   |
| Budapest Honvéd  | 4–2              | 0–1 (F)          | 4–1 (C)          | Segunda fase     | Porto           | 3–3 (f)      | 2–0 (C)   | 1–3 (F)   |
| Lahti            | 1–0              | 0–0 (C)          | 1–0 (F)          | Quartas de final | Juventus        | 2–1          | 1–0 (C)   | 1–1 (A)   |
| Anderlecht       | 3–1              | 0–1 (F)          | 3–0 (C)          | Semifinal        | IFK Gotemburgo  | 3–3 (5-4 (p) | 0–3 (F)   | 3–0 (C)   |

## Detalhes
| 7 de maio de 1986 | Steaua Bucareste | 0–0 (Prorrogação) | Barcelona |                                         |
|                   |                  | Relatório         |           | Público: 70 000 Árbitro: Michel Vautrot |

|                              |       | Penalidades                    |  |
| Majaru Bölöni Lacatus Balint | 2 – 0 | Alexanko Pedraza Alonso Marcos |  |

| Steaua București | Barcelona |

| GK            | 1  | Helmuth Ducadam    |      |
| RB            | 2  | Ștefan Iovan (c)   |      |
| LB            | 3  | Ilie Bărbulescu    | 107' |
| CB            | 4  | Adrian Bumbescu    | 21'  |
| CM            | 5  | Lucian Bălan       | 72'  |
| SW            | 6  | Miodrag Belodedici |      |
| CF            | 7  | Marius Lăcătuș     | 26'  |
| RM            | 8  | Mihail Majearu     |      |
| CF            | 9  | Victor Pițurcă     | 111' |
| LM            | 10 | Gavril Balint      |      |
| CM            | 11 | László Bölöni      | 31'  |
| Substitutos:  |    |                    |      |
| FW            | 13 | Anghel Iordănescu  | 72'  |
| FW            | 16 | Marin Radu         | 111' |
| Treinador:    |    |                    |      |
| Emerich Jenei |    |                    |      |

| GK             | 1  | Urruti                  |      |
| RB             | 2  | Gerardo                 |      |
| CB             | 3  | Migueli                 |      |
| LB             | 4  | Julio Alberto           | 23'  |
| CM             | 5  | Víctor Muñoz            |      |
| CB             | 6  | José Ramón Alexanko (c) |      |
| CF             | 7  | Lobo Carrasco           | 21'  |
| CM             | 8  | Bernd Schuster          | 85'  |
| LM             | 9  | Ángel Pedraza           |      |
| CF             | 10 | Steve Archibald         | 100' |
| RM             | 11 | Marcos Alonso           |      |
| Substitutos:   |    |                         |      |
| MF             | 14 | Josep Moratalla         | 85'  |
| FW             | 16 | Pichi Alonso            | 100' |
| Treinador:     |    |                         |      |
| Terry Venables |    |                         |      |